# Pyrrhia postclara
Pyrrhia postclara là một loài bướm đêm trong họ Noctuidae.